# Nena Baltazar
Tania «Nena» Baltazar Lugones (La Paz, Bolivia, 31 de octubre de 1972) es cofundadora y presidenta de Comunidad Inti Wara Yassi, una organización no gubernamental que administra tres santuarios de vida silvestre en Bolivia.

## Biografía
Nació en la región de Yungas de La Paz y estudió biología en la Universidad de La Paz. Desde la fundación de la organización en 1992, Baltazar ha hecho crecer la organización comenzando con un solo santuario con unos pocos animales rescatados hasta convertirse en el organismo de protección de la vida silvestre más importante de Bolivia, cuidando a más de 500 animales de cincuenta especies diferentes. Los animales allí han sido rescatados de la caza ilegal de vida silvestre, la pérdida de hábitat y la caza ilegal.
Baltazar ha dicho que se inspira en el trabajo de Jane Goodall.

## Premios
En 1997 recibió el Premio al Liderazgo Ambiental de la Cámara Junior de La Paz, por su trabajo liderando jóvenes en el ambientalismo.
En 1998 recibió el Premio a la Creatividad de las Mujeres en la Vida Rural de la Women`s World Summit Foundation (WWSF) por su trabajo ambiental. Es la mujer más joven en recibir este premio.